# Zapletení
Zapletení (v anglickém originále entangled, správněji provázání) je čtvrtá epizoda desáté série (a celkově padesátá devátá) britského sci-fi sitcomu Červený trpaslík . Poprvé byla odvysílána 25. října 2012 na britském televizním kanálu Dave.

## Námět
Lister prohraje Kosmika a Rimmera v kartách s GELFy a aby nemohl uniknout před zaplacením, dostane tříselní rozbušku. Kryton a Kocour se kvantově zapletou, a nevědomky této schopnosti využijí k zadušení GELFů, se kterými právě jednají o vykoupení Rimmera. Protože však Lister nezíská kódy k tříselní rozbušce, vydají se ke zvláštnímu institutu, kde byla rozbuška vyrobena. Zde najdou profesorku Edgingtonovou, přemění ji z opice zpátky na člověka a získají od ní i kódy k rozbušce.

## Děj
Lister způsobí v kokpitu Červeného trpaslíka při pojídání obrovského kebabu požár a Rimmer kvůli tomu po něm chce, aby vyplnil zprávu o nehodě. Lister to odmítne a místo toho se začne zajímat o známky života, které zachytil na nedalekém měsíci. Mezitím se Kocour snaží zabít vesmírného mola a při této činnosti ho vyruší Kryton, jenž převáží na vozítku lahvičky. Android extrahoval krystaly z kvantové tyče a v důsledku toho začnou oba říkat stejné věty. Podle Krytonovy teorie krystaly dočasně vybudily jejich psychiku a oni se tak stali náchylnějšími k náhodě.
Kryton o tom chce povědět Listerovi, jenže ho nenajde v kajutě, ale za čelním sklem ve vesmíru ve skafandru. Lister mu po otevření přetlakové komory vysvětlí, že si vzal Kosmika, aby s ním obhlédl známky života na měsíci. Objevil GELFy, geneticky upravené formy života určené k likvidování odpadů a při následném karbanu s nimi prohrál Kosmika i Rimmera. Lister začne vymýšlet způsob, jak Kosmika i Rimmera vyreklamovat zpátky. Při následné diskuzi celé posádky Lister odhalí detonační zařízení umístěné ve svém rozkroku a prohlásí, že pokud dluh nevyrovná, po vypršení času věc exploduje.
Po příletu v modrém skrčkovi na měsíc začne vyjednávání mezi GELFy a posádkou. Lister jim výměnou za Rimmera nabídne kouzelnou lžíci, ale GELFové odmítnou a tak jedinou možností je znovu hrát karty a vyhrát. To je velmi riskantní krok, a protože Kryton a Kocour mají zjitřené emoce a jsou kvantově propojení, neúmyslně uškrtí všechny GELFy. Ovšem Lister stále nemá kódy k rozbušce. Krytonovi se podaří získat souřadnice tajné stanice KIKS, ze které pravděpodobně rozbuška pochází a všichni k ní zamíří. Zkratka KIKS znamená Kosmický Institut pro Klamné Soudy a k vědeckým objevům zde docházelo tak, že se vzaly dvě původně špatné teorie a zkombinovaly se v jednu správnou. Personál institutu se skládal z lidí, kteří se často pletli a měli špatný úsudek.
Ve stanici se ve stázovém boxu nachází pouze jedna osoba, ředitelka institutu profesorka Edgingtonová, která je i zároveň vynálezkyní tříselní rozbušky. Problém je, že je z ní opice. Profesorka chtěla posunout člověka na další evoluční stupeň vpřed, jenže proces zbabrala a místo toho posunula sama sebe o jeden stupeň vzad. Převezou ji tedy zpátky na Trpaslíka a zde ji Kryton vrátí původní podobu. Při zadávání kódu k rozbušce se pak Kryton řídí tím, že profesorka vždycky všechno zkazí a zadává tedy písmena, která neřekne. Na poslední chvíli se podaří zařízení deaktivovat a Listera zachránit.
Profesorka a Rimmer si padnou do oka a na společné procházce se domluví na sexu. Jenže Rimmer u přetlakových dveří zapomněl krabici se zprávami o nehodě, Edgingtonová o ni zakopne a spadne do přetlakové komory. A protože vždycky všechno udělá špatně, stiskne tlačítko k otevření dveří do vesmíru. Lister podá krabici Rimmerovi, který teď bude muset vyplnit zprávu o nehodě.